# Mandela House

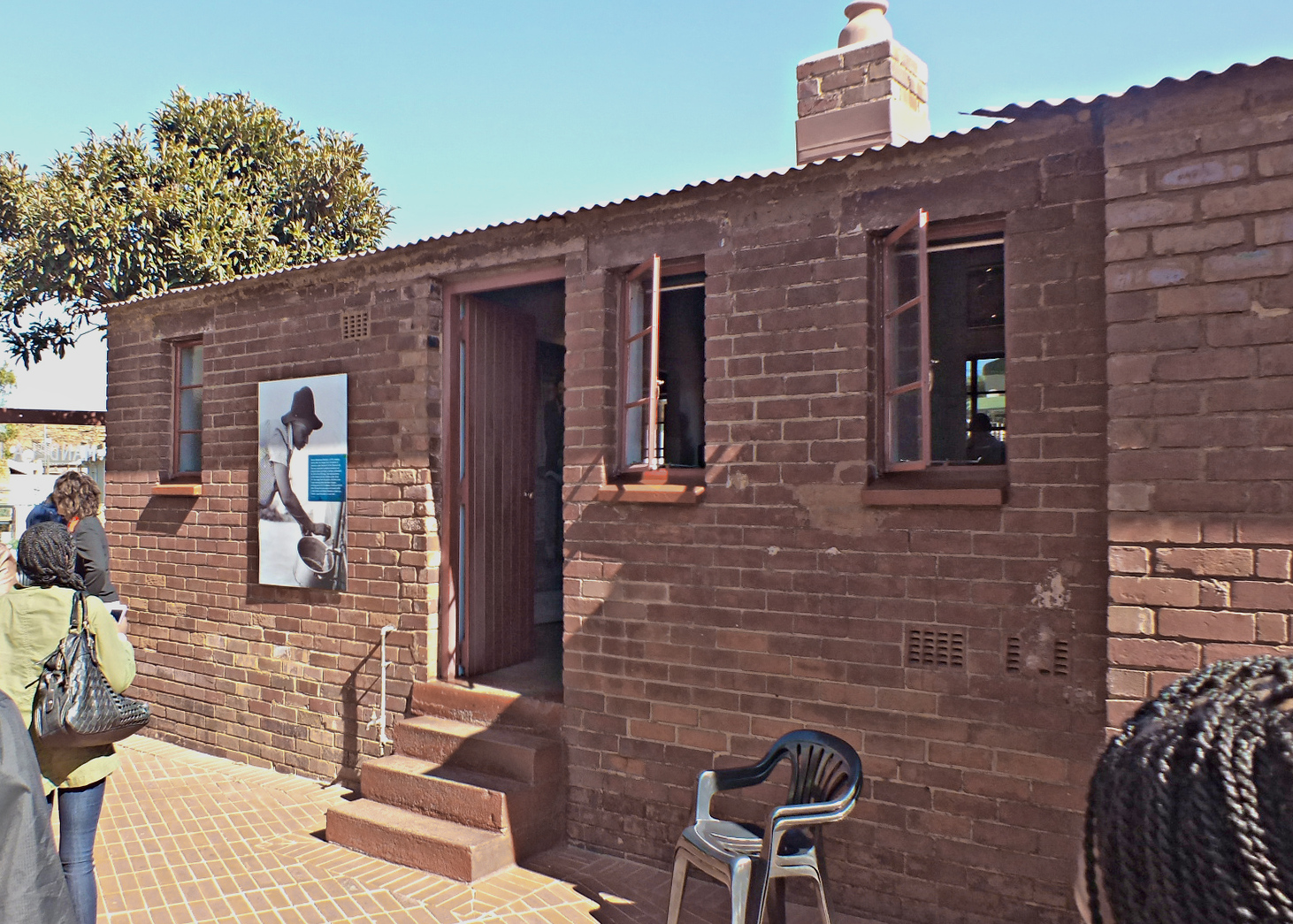
Das Mandela House

Das Mandela House ist ein Museum in Soweto in der südafrikanischen Metropolgemeinde City of Johannesburg, das dem Widerstandskämpfer und Präsidenten Nelson Mandela (1918–2013) gewidmet ist. Mandela lebte zeitweise dort.

## Beschreibung

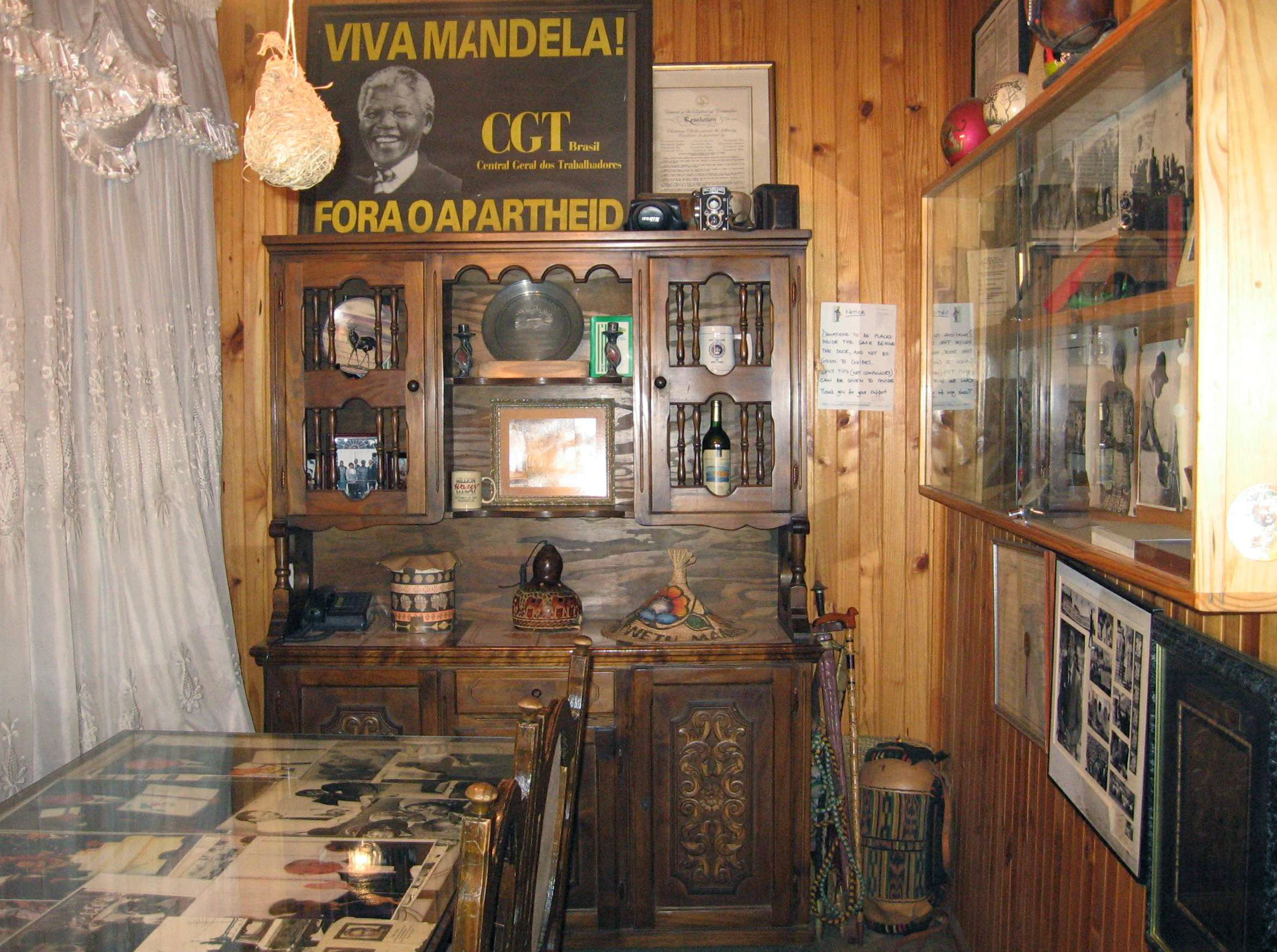
Museumsraum

Das eingeschossige Wohnhaus aus roten Backsteinen steht an der Ecke Vilakazi Street/Ngakane Street im Stadtteil Orlando West. Seine Adresse ist Vilakazi Street 8115. An den Außenwänden befinden sich Einschusslöcher sowie Brandspuren von Molotow-Cocktails. In der Nähe befinden sich das Tutu House, in dem der spätere Erzbischof Desmond Tutu lebte, und das Hector Pieterson Memorial.
Das Haus kann besichtigt werden. Unter anderem sind von Mandela und seiner Familie benutzte Möbel vorhanden, daneben Fotos, Zitate Mandelas und Andenken wie der Weltmeisterschaftsgürtel des Boxers Sugar Ray Leonard, den dieser Mandela einst schenkte. Zu dem Museum gehört ein Besucherzentrum. Das Museum bildet Bildungsprogramme für Schüler an.

## Geschichte

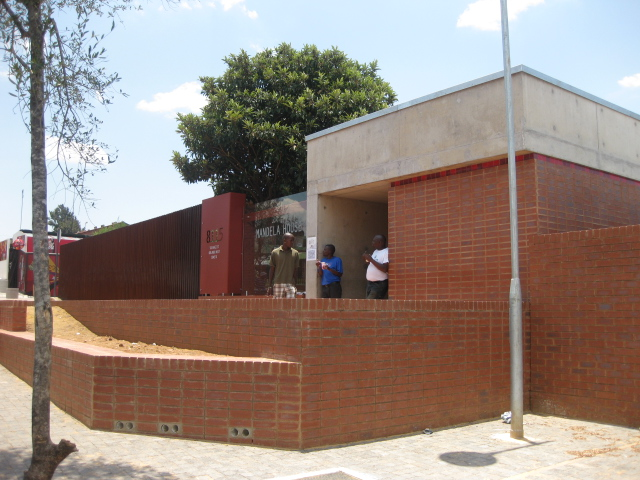
Modernisierter Bereich mit Besucherzentrum

Das Haus wurde 1945 nach standardisierten Bauplänen errichtet. Nelson Mandela bezog es mit seiner damaligen Familie 1946. Es kam zur Scheidung von seiner ersten Frau und zur Heirat mit Winnie Mandela. Nelson Mandela wohnte dort bis 1962, bevor er in den Untergrund ging und später eine lange Haftstrafe antrat. Winnie Mandela bewohnte das Haus mit den gemeinsamen Kindern bis zu ihrer Bannung nach Brandfort. Nach seiner Freilassung im Februar 1990 zog Nelson Mandela erneut in das Haus. In seiner Autobiografie Der lange Weg zur Freiheit schrieb er, erst dort das Gefühl von Freiheit gehabt zu haben. Er blieb jedoch nur elf Tage dort und bezog später ein Haus im Johannesburger Stadtteil Houghton Estate.
Nach der Scheidung von Winnie Mandela übergab Nelson Mandela das Haus zum 1. September 1997 dem Soweto Heritage Trust, der dort im Dezember desselben Jahres ein kleines Museum eröffnete. Winnie Madikizela-Mandela weigerte sich jedoch, das Haus zu räumen, und richtete ein Museum ein. 1999 wurde das Haus zum National Monument („Nationaldenkmal“) erklärt und abermals dem Soweto Heritage Trust übergeben. 2008 bis 2009 wurde das Museum renoviert und ein Besucherzentrum eingerichtet.